# Brodowe Łąki
Brodowe Łąki – wieś w Polsce położona w województwie mazowieckim, w powiecie ostrołęckim, w gminie Baranowo.
Wieś tworzy sołectwo. W latach 1954–1959 wieś należała i była siedzibą władz gromady Brodowe Łąki, po jej zniesieniu w gromadzie Bakuła, a po jej zniesieniu od 1962 r powtórnie została siedzibą gromady Brodowe Łąki. W latach 1975–1998 miejscowość administracyjnie należała do województwa ostrołęckiego.
W miejscowości znajduje się kościół parafialny, oraz siedziba parafii pw. św. Michała Archanioła. W strukturze Kościoła rzymskokatolickiego parafia należy do metropolii białostockiej, diecezji łomżyńskiej, dekanatu Chorzele.

## Historia

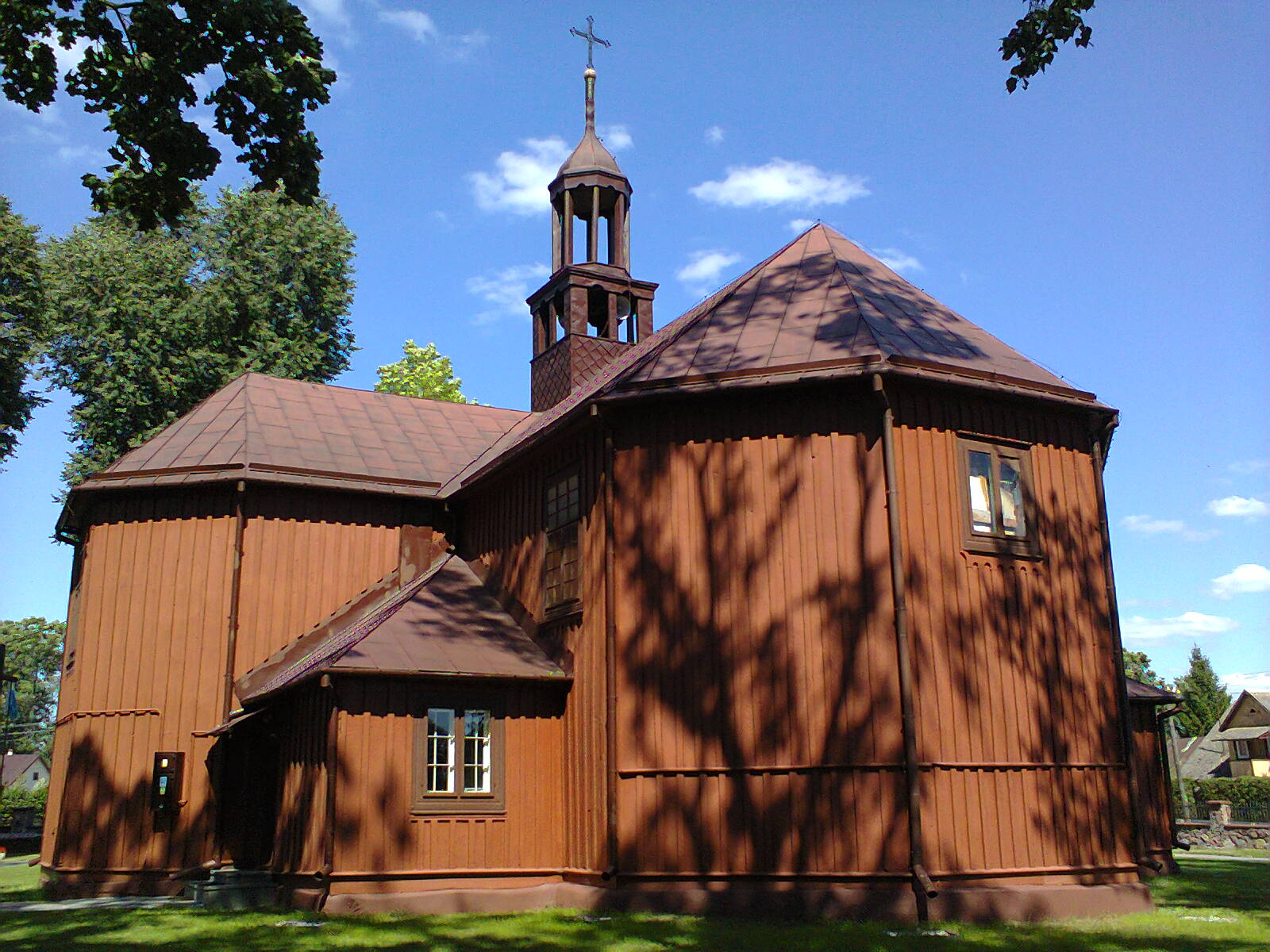
Kościół pw. św. Michała Archanioła

Bród na Omulwi, znajdujący się w Brodowych Łąkach, prawdopodobnie już w XIII wieku leżał na szlaku łączącym ziemie zakonu krzyżackiego z Mazowszem, a dalej z Litwą, a nawet Rusią.
W XVI–XVIII wieku Brodowe Łąki i usytuowane po drugiej stronie Omulwi Zawady leżały na szlaku handlowo-komunikacyjnym łączącym Myszyniec z Przasnyszem. Z Zawad, wzdłuż lewego brzegu Omulwi, odgałęział się trakt prowadzący do Ostrołęki. Brodowe Łąki znajdowały się również na dawnym szlaku łączącym Chorzele z Kolnem. 
W latach 1840–1914 w Brodowych Łąkach działał młyn papierniczy, który produkował papier czerpany. Jego pierwszym właścicielem był Ludwik Sztins (Stienss). Wytwarzany w młynie papier posiadał znaki wodne, wśród których znajdowały się: lilia, sosenka, napis „Brodowe Łąki” oraz inicjały „K.S.” i „J.S.” Od 1859 r. właścicielem była rodzina Grunwaldów (według Anny z Reuckich Grunwald, wdowy po ostatnim właścicielu osady młyńskiej w Brodowych Łąkach, którego dziadek i ojciec prowadzili papiernię od r. 1859).

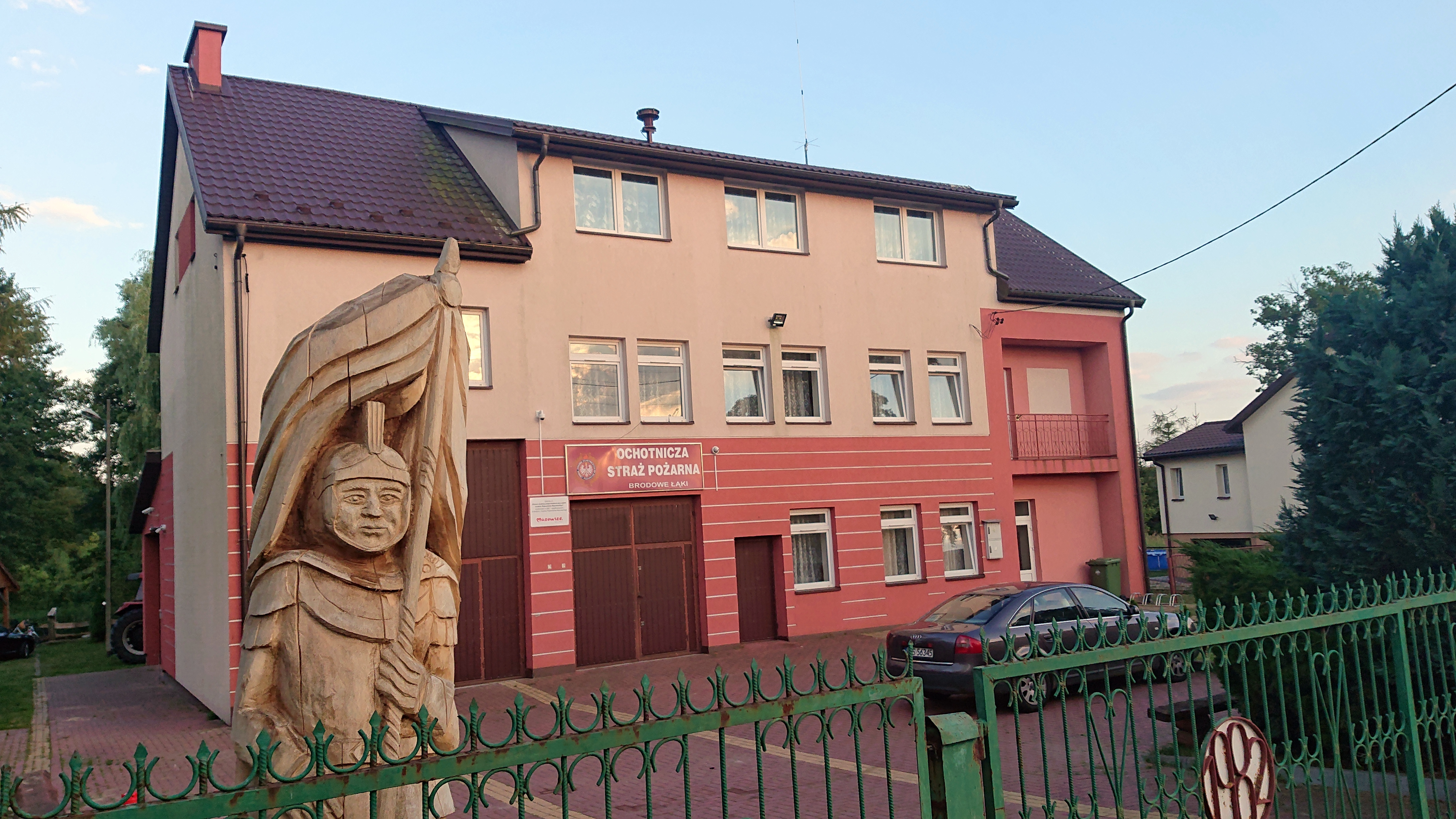
Remiza OSP

Brodowe Łąki były znane także pod nazwą Ruda. Nazwa ta wywodziła się od rudy darniowej, występującej na tym obszarze. Już w XV wieku w Puszczy Zielonej działały kuźnice, zakładane w osadach rudników nad Omulwią, m.in. w Brodowych Łąkach. Ich lokalizacja zależała od trzech czynników: występowania rudy darniowej, bliskości rzeki umożliwiającej budowę koła wodnego oraz dostępu do lasu liściastego, który dostarczał drewna do produkcji węgla drzewnego – niezbędnego w procesie wytopu żelaza. Szczególnie cenione były tzw. „lasy czarne”, obfitujące w olchy i graby. Kuźnice powstawały na mocy królewskich przywilejów, często dziedzicznych. Ponieważ zakładano je na nieco żyźniejszych terenach, po wyczerpaniu złóż osady rudnicze przekształcały się we wsie.

## Tradycje i kultura

### Odpust w Brodowych Łąkach
Jacek Olędzki, etnograf, w latach 50. XX wieku uwiecznił to wydarzenie w filmie „Ofiara” z 1958 roku. Wyróżnia go składanie woskowych wotów – figurek zwierząt gospodarskich, które symbolizują modlitwy o pomyślność. Wierni trzykrotnie obchodzą ołtarz, trzymając zapalone świece i swoje ofiary, wierząc w ich moc sprawczą. Brodowe Łąki są jedynym miejscem, gdzie rytuał ten przetrwał. W 2019 roku, z inicjatywy proboszcza Jerzego Ciaka, odbyły się warsztaty lepienia wotów. Figurki, dawniej tworzone przez brastewnych, dziś lepią lokalni pszczelarze. Odpust odbywa się 6 sierpnia, jego częścią są także Strzelcy Kurpiowscy oraz zespół „Pod Borem”.

### Byśki
Byśki to tradycyjne pieczywo obrzędowe wypiekane na Kurpiach, głównie na terenie Puszczy Zielonej. Współcześnie tradycja byśków jest szczególnie kultywowana w Brodowych Łąkach. Tamtejszy zwyczaj wyróżnia się wytwarzaniem byśków nie tylko z ciasta, ale także z wosku pszczelego, co ściśle wiąże się z kulturą bartniczą regionu. W kościele w Brodowych Łąkach praktykuje się rytualne obchodzenie ołtarza z wotywnymi figurkami. Stowarzyszenie Kurpiowskie Bractwo Bartne z Myszyńca organizuje warsztaty, podczas których przybliża się uczestnikom dawne metody formowania byśków i inne tradycje bartnicze.

## Ludzie związani z Brodowymi Łąkami
Aleksander Jurczak (1885-1972), urodzony w Brodowych Łąkach, był organistą, chórmistrzem i dokumentalistą muzyki ludowej.
Rozpoczął  karierę muzyczną w 1906 roku jako organista w kościele w Zarębach, gdzie poznał swoją przyszłą żonę, Stanisławę Maluchnik. W okresie międzywojennym pracował jako organista w Mławie, gdzie spisał 70 pieśni ludowych, które zaśpiewała mu żona.
Po wojnie przeniósł się do Pułtuska, gdzie kontynuował swoją działalność muzyczną, grając na organach w kościołach i angażując się w lokalne życie muzyczne.
Pieśni ludowe, zebrane przez Aleksandra Jurczaka, przetrwały dzięki jego rodzinie. W 1966 roku jego wnuczka, Iwona Biernacka, nagrała te utwory, a po latach odtworzyła je i nadała im nowe aranżacje, przyczyniając się do ich popularyzacji.
Dzięki Aleksandrowi Jurczakowi, cenne pieśni kurpiowskie zostały ocalone od zapomnienia i mogą cieszyć kolejne pokolenia miłośników muzyki ludowej.

## Zabytki
- Drewniany kościół św. Michała Archanioła z roku 1884